# 姬建华

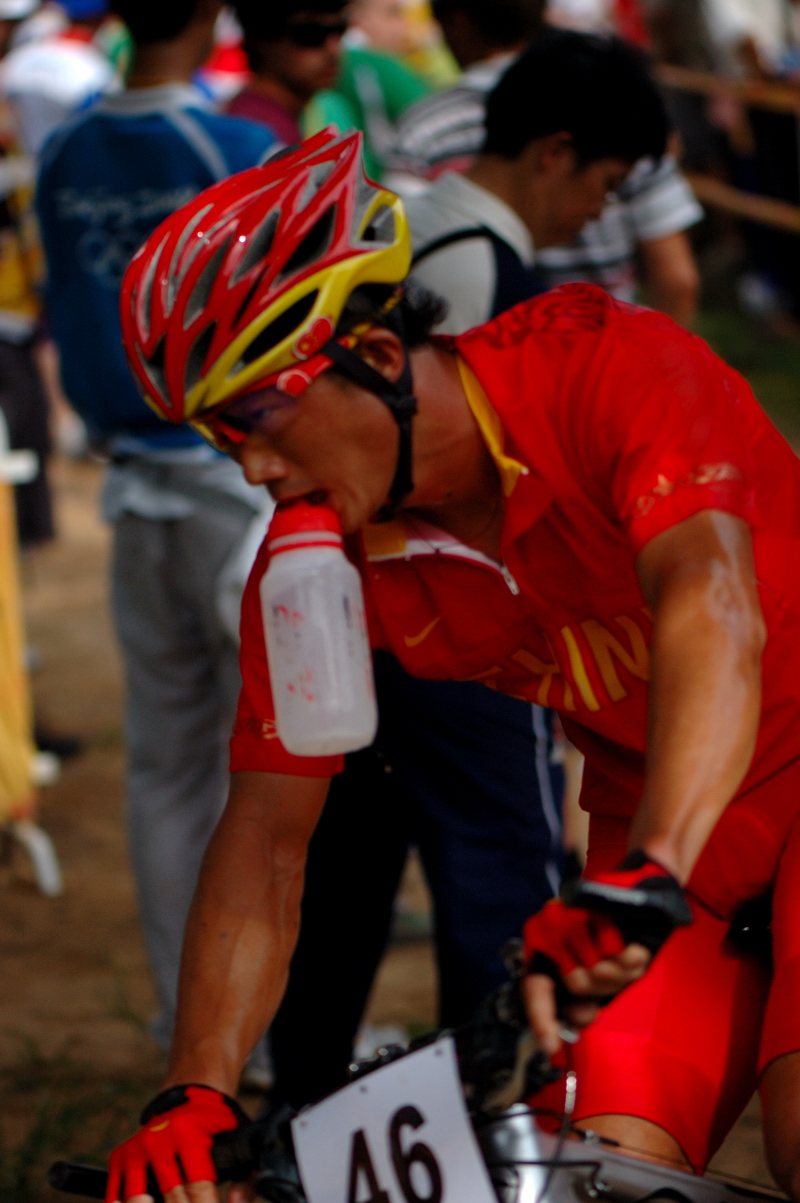
姬建华，摄于2008年夏季奥运会

姬建华（1982年1月29日—）生於新疆库尔勒市，是一名中國男子單車運動員，他曾代表中國隊参加2008年夏季奥运会男子山地單車賽，最終以2:05:29的成績獲得第22名。